# Coca-colonização
Coca-colonização é um neologismo utilizado para definir a erosão das culturas dos países e sua troca pela cultura de massa, globalizada, usualmente atribuída ao domínio norte-americano. Grande exemplo disso é o Papai Noel usar roupa vermelha, efeito iniciado com propaganda da Coca-Cola.